# Gällsån
Gällsån är ett vattendrag i södra delarna av Bollnäs kommun, den har sina källflöden från bland annat Västra  Gällsjön samt ett flertal biflöden i form av bäckar, den mynnar ut i Flugån vid byn Knisselbo i närheten av Västansjö skola. 

## Historia
Under 1800- och 1900-talet har det efter ån med biflöden funnits sågar, vattenkraftverk, garveri och ett ullspinneri. Gällsån har också använts som flottled åren 1898 till omkring 1911.